# Spwiya'laphabsh
Spwiya'laphabsh (Puyallup), izvorno ime Puyallup Indijanaca i ime njihove vodeće skupine, koji su u prvoj polovici 19. stoljeća živjeli na Commencement Bayu i Puyallup Riveru, u američkoj državi Washington. Ime im dolazi po njihovom nazivu Pwiya'lap, kako su nazivali rijeku Puyallup. Njihov jezik pripada porodici salishan i srodan je jeziku Nisqually Indijanaca. Kultura im je bila tipična plemenima Sjeverozapadne obale. Kuće su građene od crvenog cedra Thuja plicata, a ovo drvo služilo je i za izradu odjeće od tape i pletenje košara. Sela su bila stalna, podizana uz obale rijeka na kojima su se bavili ribolovom, ali i lovom i sakupljanjem. Prvi bijeli naseljenik koji je došao na njihovo tlo bio je William Fraser Tolmie, 1833., koji je istražio rijeku, i po kome je imenovana biljka Saxifraga tolmiei. Ubrzo nakon dolaska bijelih naseljenika Puyallupi će završiti na rezervatu (1854). Danas žive na rezervatu Puyallup kod Tacome.